# Vichadero
Vichadero est une ville et une municipalité de l'Uruguay située dans le département de Rivera. Sa population est de 4 074 habitants.

## Population
| Année | Population |
| ----- | ---------- |
| 1963  | -          |
| 1975  | 3 156      |
| 1985  | 2 529      |
| 1996  | 3 343      |
| 2004  | 4 074      |

,

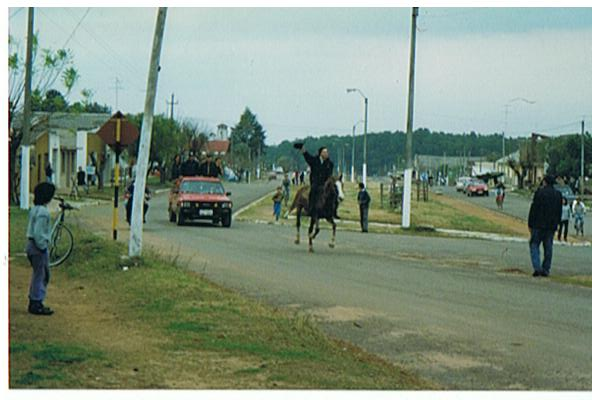
Rue principale
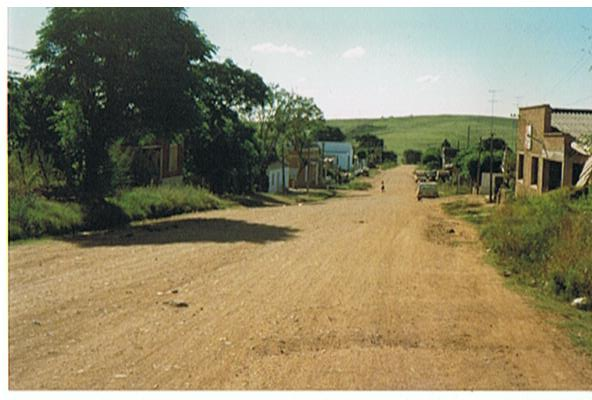
Route (Rue J.F. Kennedy)

## Gouvernement
Le maire (alcalde) de la ville est Carlos Ney Romero.